# 兽面纹龙流盉
兽面纹龙流盉，是春秋晚期青铜器，现藏于上海博物馆。

## 特点
兽面纹龙流盉高30.1厘米、全长39.2厘米，重3.65公斤。其设覆碗状的盖，盖顶为蟠旋龙头，盖边和颈旁各设一钮，为典型的青铜调酒器。流为张口龙形，与其对应的鋬上端饰有龙首。盉颈部饰龙纹，为吴越文化特点、是吳越族的青铜礼器。青铜器肩饰斜角雷纹，盖面和腹上饰兽面纹。为春秋时期仿西周制。